# Premio Lasker-DeBakey per la ricerca medica clinica
Il premio Lasker-DeBakey per la ricerca medica clinica è un premio assegnato nel campo della medicina dalla Fondazione Albert e Mary Lasker, con sede a New York, per "onorare gli scienziati i cui contributi hanno migliorato il decorso clinico dei pazienti".
Precedentemente noto come "premio Albert Lasker per la ricerca medica clinica" in onore di Albert Lasker, nel 2008 è stato rinominato per onorare anche Michael E. DeBakey, vincitore egli stesso del premio nel 1963.

## Elenco dei vincitori
| Anno | Premiati | Nazionalità                                               | Motivazione |  |
| ---- | --- | --------------------------------------------------------- | --- |  |
| 1946 | John Friend Mahoney, Karl Landsteiner (postumo), Alexander Wiener, Philip Levine | Stati Uniti Austria/ Stati Uniti Bielorussia/ Stati Uniti | "Per il distinto servizio come pioniere nel trattamento della sifilide con la penicillina" (Mahoney) "Per la scoperta del fattore Rh e la sua rilevanza come causa di morbosità e mortalità materna, prenatale e neonatale" (Landsteiner, Wiener, Levine) |  |
| 1947 | Thomas Francis Jr | Stati Uniti                                               | "Per il contributo nella totale conoscenza sull'influenza, e lo sviluppo di un vaccino efficace contro i tipi A e B, usati con successo nella Seconda Guerra Mondiale" |  |
| 1949 | Max Theiler, Edward C. Kendall, Philip S. Hench | Sudafrica/ Stati Uniti                                    | "Per il distinto lavoro sperimentale volto alla produzione di due vaccini efficaci contro la febbre gialla" (Theiler) "Per i loro studi chimici, fisiologici e clinici sull'adrenalina, culminati con lo sviluppo di un cortisone per il trattamento dei disturbi reumatici" (Kendall, Hench) |  |
| 1950 | Georgios Papanicolaou | Grecia                                                    | "Per l'eccezionale contributo nella diagnosi precoce del cancro mediante metodi citologici" |  |
| 1951 | Élise L'Esperance, Catherine MacFarlane, William G. Lennox, Frederic A. Gibbs | Stati Uniti                                               | "Per il loro lavoro pionieristico nello sviluppo di metodologie di diagnosi cliniche per l'individuazione di carcinomi o lesioni precancerose in campioni di popolazioni apparentemente sani" (L'Esperance, MacFarlane) "Per la loro ricerca sull'epilessia" (Lennox, Gibbs) |  |
| 1952 | Conrad A. Elvehjem, Frederick S. McKay, H. Trendley Dean | Stati Uniti                                               | "Per il distinto contributo nella ricerca biochimica e nutrizionale" (Elvehjem) "Per il loro impegno nello sviluppo di programmi di fluorizzazione dell'acqua su larga scala" (McKay, Dean) |  |
| 1953 | Paul Dudley White | Stati Uniti                                               | "Per i distinti successi nello studio di patologie, diagnosi e trattamenti dei disturbi cardiaci" |  |
| 1954 | Alfred Blalock, Helen B. Taussig, Robert E. Gross | Stati Uniti                                               | "Per il distinto contributo alla chirurgia cardiovascolare e alla sua diffusione" |  |
| 1955 | C. Walton Lillehei, Morley Cohen, Herbert Warden, Richard Varco, Edward Robitzek, Irving Selikoff, Walsh McDermott, Carl Muschenheim, The Hoffmann-La Roche Research Laboratories, Squibb Institute for Medical Research                      | Stati Uniti Canada Stati Uniti                            | "Per i progressi nella cardiochirurgia, rendendo possibile un approccio più diretto e sicuro al cuore" (Lillehei, Cohen, Warden, Varco) "Per l'efficace messa a punto dell'isoniazide nel trattamento della meningite tubercolare e della tubercolosi miliare generica" (Robitzek, Selikoff, McDermott, Muschenheim, Hoffman-La Roche Laboratories, Squibb Institute) |  |
| 1956 | Louis N. Katz, Jonas E. Salk, V. Everett Kinsey, Arnall Patz | Stati Uniti                                               | "Per il suo contributo nella ricerca cardiovascolare e per lo sviluppo della tesi che l'aterosclerosi sia un disturbo metabolico prevenibile e reversibile" (Katz) "Per il suo eccezionale lavoro come coordinatore del National Cooperative Study of Retrolental Fibroplasia" (Kinsey) "Per i suoi studi originali e controllati sulle cause e la prevenzione della fibroplasia retrolenticolare" (Patz) "Per aver sviluppato un vaccino sicuro ed efficace contro la poliomielite" (Salk) |  |
| 1957 | Rustom Jal Vakil, Nathan Kline, Robert Noce, Henri Laborit, Pierre Deniker, Heinz Lehmann, Richard Shope | India Stati Uniti Francia Germania Ovest Stati Uniti      | "Al Dr. Jal Vakil per i suoi studi brillanti e sistematici sulla Rauwolfia nell'ipertensione. Al Dr. Kline per le sue dimostrazioni dell'utilità dei derivati della Rauwolfia, come la reserpina, nel trattamento dei disturbi mentali e nervosi. Al Dr. Noce per i suoi studi sulla reserpina e i suoi utilizzi tra gli infermi mentali." (Jal Vakil, Kline, Noce) "Al Dr. Laborit per i suoi intensi studi sullo shock chirurgico e le malattie post-operatorie, con la prima applicazione di clorpromazina come agente terapeutico. Al Dr. Deniker per l'introduzione della clorpromazina nella psichiatria e la dimostrazione di come una medicazione possa influenzare il decorso clinico delle maggiori psicosi. Al Dr. Lehmann per le sue dimostrazioni dell'uso clinico della clorpromazina nel trattamento dei disordini mentali" (Laborit, Deniker, Lehmann) "Per gli eccezionali contributi in una migliore comprensione dei disturbi infettivi negli animali e negli uomini e per la scoperta di nuovi principi microbiologici di vasta rilevanza" (Shope) |  |
| 1958 | Robert Wilkins | Stati Uniti                                               | "Per il distinto contributo al controllo del cuore e dei vasi sanguigni mediante l'eccezionale indagine sulle cause, diagnosi e trattamento dell'ipertensione" |  |
| 1959 | John Holmes Dingle, Gilbert Dalldorf, Robert Gross | Stati Uniti                                               | "Per gli eccezionali studi che hanno contribuito significativamente alla nostra conoscenza e alle abilità nel controllo dei disturbi respiratori acuti" (Dingle) "Per le sue dimostrazioni sull'abilità dei virus di modificare il corso di un'infezione da un'altra e per la scoperta del virus Coxsackie grazie a una tecnica unica e ampiamente applicabile" (Dalldorf) "Per il distinto merito nell'aver effettuato la prima operazione riuscita su un difetto cardiovascolare congenito" (Gross) |  |
| 1960 | Karl Paul Link, Irving Wright Edgar Allen | Stati Uniti                                               | "Per il lavoro pionieristico nello sviluppo e utilizzo di farmaci anticoagulanti" |  |
| 1962 | Joseph Smandel |                                                           | "Per gli eccezionali contributi alla comprensione, diagnosi e trattamento del virus e dei disturbi da Rickettsia, includendo la dimostrazione dell'efficacia del cloramfenicolo in qualità di cura nelle infezioni da Rickettsia, come ad esempio la febbre tifoide e la febbre fluviale del Giappone" |  |
| 1963 | Michael E. DeBakey, Charles Huggins | Stati Uniti                                               | "Per i suoi brillanti risultati professionali, i quali sono stati sufficienti ad inaugurare una nuova era della chirurgia cardiovascolare" (DeBakey) "Per il suo ruolo negli studi endocrinologici moderni sul controllo tumorale negli animali e negli uomini" (Huggins) |  |
| 1964 | Nathan Kline | Stati Uniti                                               | "Per l'introduzione e l'uso dell'iproniazide nel trattamento della depressione acuta" |  |
| 1965 | Albert Sabin | Polonia/ Stati Uniti                                      | "Per lo sviluppo di un vaccino contro il poliovirus orale" |  |
| 1966 | Sidney Farber | Stati Uniti                                               | "Per il suo utilizzo originale dell'aminopterina e del metotrexato nel controllo della leucemia acuta nell'infanzia, e per il suo costante impegno nella ricerca di agenti chimici contro il cancro" |  |
| 1967 | Robert Allan Phillips | Stati Uniti                                               | "Per il suo enorme contributo alla comprensione delle condizioni di decesso nei pazienti affetti da colera e lo sviluppo di un metodo salvavita per trattarle" |  |
| 1968 | John Gibbon Jr | Stati Uniti                                               | "Per la progettazione e lo sviluppo di una macchina cuore-polmone" |  |
| 1969 | George Cotzias | Grecia/ Stati Uniti                                       | "Per aver dimostrato l'efficacia di ampi dosaggi giornalieri di L-DOPA nel trattamento del morbo di Parkinson" |  |
| 1970 | Robert Good | Stati Uniti                                               | "Per il suo contributo unico nella comprensione del meccanismo immunitario" |  |
| 1971 | Edward D. Freis | Stati Uniti                                               | "Per aver dimostrato l'efficacia di farmaci salvavita nel trattamento dell'ipertensione" |  |
| 1972 | Min Chiu Li Roy Hertz Denis Parsons Burkitt Joseph Burchenal V. Anomah Ngu John Ziegler Edmund Klein Emil Frei III Emil Freireich James Holland Donald Pinkel Paul Carbone Vincent DeVita Jr Eugene Van Scott Isaac Djerassi C. Gordon Zubrod | Cina/ Stati Uniti Irlanda Stati Uniti Camerun Stati Uniti | "Per il loro eccezionale contributo alla riuscita del trattamento chemioterapico del coriocarcinoma gestazionale" (Li, Hertz) "Per il suo eccezionale contributo nella prima identificazione del tumore di Burkitt" (Burkitt) "Per il suo eccezionale contributo nel riconoscimento dell'importanza del tumore di Burkitt come un modello" (Burchenal) "Per il suo eccezionale contributo all'espansione del trattamento chemioterapico del tumore di Burkitt" (Ngu) "Per il suo eccezionale contributo nell'aumento dei tassi di cura del tumore di Burkitt attraverso la chemioterapia" (Ziegler) "Per il suo eccezionale contributo nel trattamento del cancro maligno e premaligno della pelle" (Klein) "Per il suo eccezionale contributo nell'applicazione del concetto di chemioterapia combinata al linfoma e alla leucemia adulta acuta" (Frei) "Per il suo eccezionale contributo nella chemioterapia combinata, e nelle cure di supporto ai pazienti che subiscono chemioterapia combinata per la leucemia adulta" (Freireich) "Per il loro eccezionale contributo al concetto e all'applicazione della terapia combinata nel trattamento della leucemia infantile acuta" (Holland, Pinkel) "Per il suo eccezionale contributo nei progressi nel concetto di terapia combinata nel trattamento della leucemia infantile acuta" (Carbone) "Per il suo eccezionale contributo al concetto di terapia combinata nel trattamento della sindrome di Hodgkin" (DeVita) "Per il suo eccezionale contributo al concetto di chemioterapia topica nel trattamento della micosi fungoide" (Van Scott) "Per il suo eccezionale contributo alle cure di supporto, attraverso la trasfusione di piastrine, nei pazienti che subiscono chemioterapia intensiva" (Djerassi) "Premio speciale: per il suo lavoro pionieristico nell'espansione delle frontiere della chemioterapia" (Zubrod) |  |
| 1973 | Paul Zoll William Kouwenhoven | Stati Uniti                                               | "Per lo sviluppo di un defibrillatore salvavita a torace chiuso e del pacemaker" (Zoll) "Per lo sviluppo di defibrillatori a torace aperto e chiuso, e per l'origine della tecnica di massaggio cardiaco esterno" (Kouwenhoven) |  |
| 1974 | John Charnley | Inghilterra                                               | "Per il suo contributo teorico e pratico all'ideazione di una completa protesi articolare dell'anca, che ha aperto nuovi orizzonti della ricerca e nel trattamento dell'artrite e delle paralisi articolari" |  |
| 1975 | Godfrey Hounsfield William Oldenhorf | Inghilterra Stati Uniti                                   | "Per le scoperte che hanno rivoluzionato la radiodiagnostica" (Hounsfield) "Per le scoperte che fanno pensare a una rivoluzione nella radiodiagnostica" (Oldendorf) |  |
| 1976 | Raymond Ahlquist James Black | Stati Uniti Inghilterra                                   | "Per il concetto di alfa e beta recettori, che hanno aperto la porta allo sviluppo del propranololo" (Ahlquist) "Per lo sviluppo del propranolo nel trattamento dei disturbi cardiaci" (Black) |  |
| 1977 | Inge Edler C. Hellmut Hertz | Svezia Germania Ovest/ Svezia                             | "Per il lavoro pionieristico nell'applicazione clinica degli ultrasuoni come uno strumento non invasivo nella diagnosi medica delle anomalie cardiache" (Edler) "Per il lavoro pionieristico nello sviluppo della tecnologia ultrasuoni in medicina" (Hertz) |  |
| 1978 | Robert Austrian Emil Gotschlich Michael Heidelberger | Stati Uniti                                               | "Per la sua perseveranza nello sviluppo e chiara dimostrazione dell'efficacia di un vaccino puro di polisaccaridi capsulari per la prevenzione delle malattie da pneumococco" (Austrian) "Per il suo creativo impegno nello sviluppo, e poi nella dimostrazione dell'efficacia, di un vaccino puro di polisaccaridi capsulari nella prevenzione delle malattie da pneumococco" (Gotschlich) "Per i suoi raffinati studi nell'immunochimica, che ha posto le basi per lo sviluppo di vaccini di polisaccaridi capsulari per la prevenzione della polmonite e della meningite" (Heidelberger) |  |
| 1980 | Sir Cyril Clarke Ronald Finn Vincent Freda John Gorman William Pollack | Inghilterra Stati Uniti Inghilterra/ Stati Uniti          | "Per aver evidenziato la genetica del fattore Rh, e per aver condotto una ricerca sulle malattie emolitiche dei neonati" (Clarke) "Per i suoi studi mirati e scrupolosi, che hanno rivelato come il nascituro sia protetto dal sistema immunitario materno, e per aver documentato la sequenza di eventi che portano alle malattie dei bambini legate al fattore Rh" (Finn) "Per la sua vitale ricerca clinica nello sviluppo di un vaccino anti-Rh, che ha dato speranze nella cura delle malattie emolitiche dei neonati" (Freda) "Per le sue intuizioni creative ed equilibrate, che hanno portato lume nell'immunologia con lo sviluppo terapeutico di un vaccino anti-Rh salvavita" (Gorman) "Per i suoi contributi fondamentali nella competenza immunologica e farmacologica, comprendendo lo sviluppo di un vaccino anti-Rh" (Pollack) |  |
| 1981 | Louis Sokoloff | Stati Uniti                                               | "Per aver sviluppato un metodo pionieristico che permette agli scienziati di visualizzare la simultanea attività biochimica di un'intera rete di vie metaboliche neuronali nel cervello e nel sistema nervoso centrale" |  |
| 1982 | Roscoe Brady Elizabeth Neufeld | Stati Uniti                                               | "Per il suo contributo pionieristico nella comprensione delle malattie ereditarie, lo sviluppo di un'efficace procedura di consulto genetico e l'avvio di un possibile trattamento a partire da enzimi mancanti" (Brady) "Per aver chiarito le basi molecolari e quindi la diagnosi di alcuni disturbi ereditari di stoccaggio lisosomiale, responsabili di crescita con anomalie, ritardo mentale, cecità, sordità e morte" (Neufeld) |  |
| 1983 | F. Mason Jones Jr | Stati Uniti                                               | "Per aver combinato le tecniche di cateterizzazione cardiaca e di imaging dell'arteria coronaria, inaugurando così l'era moderna della diagnosi e del trattamento delle malattie dell'arteria coronaria" |  |
| 1984 | Paul Lauterbur | Stati Uniti                                               | "Per i suoi contributi teorici e pratici che hanno reso possibile una nuova forma di imaging medico basato sulla risonanza magnetica nucleare" |  |
| 1985 | Bernard Fisher | Stati Uniti                                               | "Per la sua profonda influenza negli sviluppi di un trattamento moderno del cancro al seno, allungando e migliorando la vita di donne che soffrono di questo spaventoso male" |  |
| 1986 | Myron Essex Robert Gallo Luc Montagnier | Stati Uniti Francia                                       | "Per la sua ricerca creativa sull'impatto delle infezioni retrovirali nel sistema immunitario umano" (Essex) "Per aver determinato che il retrovirus denominato HIV-1 sia la causa della sindrome da immunodeficienza acquisita (AIDS)" (Gallo) "Per aver individuato un retrovirus identificato come causa dell'AIDS" (Montagnier) |  |
| 1987 | Mogens Schou | Danimarca                                                 | "Per le sue conquiste nei test clinici sistematici sul litio come terapia e profilassi dei disturbi bipolari, avviando una rivoluzione nel trattamento dei disordini mentali" |  |
| 1988 | Vincent Dole | Stati Uniti                                               | "Per aver ipotizzato l'esistenza di basi fisiologiche della tossicodipendenza e per aver sviluppato il trattamento a base di metadone per la dipendenza da eroina" |  |
| 1989 | Étienne-Émile Baulieu | Francia                                                   | "Per i suoi contributi alla comprensione della biosintesi, del metabolismo e dei recettori degli ormoni steroidei, e per l'aver sviluppato RU486, il primo contraccettivo medino sicuro ed efficace" |  |
| 1991 | Yuet Wai Kan | Hong Kong/ Canada                                         | "Per i suoi contributi fondamentali allo sviluppo della genetica umana, in particolare con il trattamento di emoglobinopatie con l'utilizzo della tecnologia del DNA ricombinante" |  |
| 1993 | Donald Metcalf | Australia                                                 | "Per la sua eccezionale scoperta dei colony-stimulating factors, due dei quali ampiamente utilizzati per trattare pazienti affetti da cancro e da malattie del sangue" |  |
| 1994 | John Allen Clements | Stati Uniti                                               | "Per i suoi brillanti studi nel definire e descrivere il ruolo del tensioattivo polmonare e lo sviluppo di un tensioattivo artificiale salvavita, ora utilizzato in tutto il mondo nei neonati prematuri" |  |
| 1995 | Barry Marshall | Australia                                                 | "Per la scoperta visionaria di come l'Helicobacter pylori causi l'ulcera peptica" |  |
| 1996 | Porter Warren Anderson Jr, David Smith, John Robbins, Rachel Schneerson | Stati Uniti                                               | "Per il lavoro rivoluzionario e una condotta forte, visionaria e geniale nello sviluppo e commercializzazione del vaccino per l'Hemophilus influenzae di tipo B e per l'aver portato il vaccino sul mercato, portando all'estirpazione dell'Hemophilus influenzae di tipo B, tifoide e pneumococcico." |  |
| 1997 | Alfred Sommer | Stati Uniti                                               | "Per aver compreso e dimostrato che un supplemento, in basse dosi, di vitamina A in milioni di bambini del terzo mondo può ridurre la mortalità da malattie infettive così come la cecità" |  |
| 1998 | Alfred Knudson Jr, Peter Nowell, Janet Rowley | Stati Uniti                                               | "Per gli studi di ricerca clinici che hanno spianato la strada all'identificazione delle alterazioni genetiche responsabili del cancro umano, permettendo una diagnosi di cancro nei pazienti al livello molecolare" |  |
| 1999 | David Cushman, Miguel Ondetti | Stati Uniti Argentina/ Stati Uniti                        | "Per aver sviluppato un approccio innovativo nella progettazione dei farmaci basato sulla struttura proteica, e per il suo utilizzo nella creazione degli inibitori ACE, agenti orali utili al trattamento della pressione sanguigna alta, dell'arresto cardiaco e dei disturbi renali nei diabetici" |  |
| 2000 | Harvey Alter, Michael Houghton | Stati Uniti                                               | "Per il lavoro pionieristico condotto nella scoperta del virus alla base dell'epatite C, e per lo sviluppo di metodi di screening atti a ridurre il rischio di epatite da trasfusione negli USA dal 30% del 1970 fino allo zero virtuale del 2000" |  |
| 2001 | Robert Edwards | Regno Unito                                               | "Per lo sviluppo della fertilizzazione in vitro, un progresso tecnologico che ha rivoluzionato il trattamento dell'infertilità umana" |  |
| 2002 | Willem Kolff, Belding Hibbard Scribner | Paesi Bassi/ Stati Uniti                                  | "Per lo sviluppo dell'emodialisi renale, che ha cambiato le disfunzioni renali da fatali a trattabili, allungando la vita di milioni di pazienti" |  |
| 2003 | Marc Feldmann, Sir Ravinder Maini | Stati Uniti India/ Regno Unito                            | "Per la scoperta di una terapia anti-TNF come trattamento efficace per l'artrite reumatoide e altri disturbi autoimmuni" |  |
| 2004 | Charles Kelman | Stati Uniti                                               | "Per aver rivoluzionato la chirurgia della cataratta, trasformandola da una procedura ospedaliera di 10 giorni in una procedura ambulatoriale, riducendone anche le complicanze in maniera drastica" |  |
| 2005 | Alec Jeffreys Edwin Southern | Regno Unito                                               | "Per aver sviluppato due potenti tecnologie, l'ibridazione Southern e il DNA-fingerprinting, che hanno rivoluzionato la genetica umana e le diagnosi forensi" |  |
| 2006 | Aaron Beck | Stati Uniti                                               | "Per lo sviluppo di una terapia cognitiva che ha trasformato la comprensione e il trattamento di molte condizioni psichiche, tra cui la depressione, le manie suicide, l'ansia generalizzata, gli attacchi di panico e i disturbi alimentari" |  |
| 2007 | Alain Carpentier Albert Starr | Francia Stati Uniti                                       | "Per aver sviluppato protesi della valvola mitrale e aortica, prolungando e migliorando le vite di milioni di persone affette da disturbi cardiaci" |  |
| 2008 | Akira Endo | Giappone                                                  | "Per la scoperta delle statine, farmaci con notevoli proprietà di LDL-colesterolo che hanno rivoluzionato la prevenzione e il trattamento delle malattie delle coronarie" |  |
| 2009 | Brian Druker, Nicholas Lydon, Charles Sawyers | Stati Uniti Regno Unito Stati Uniti                       | "Per lo sviluppo di una terapia mirata per la leucemia melodie cronica, trasformando un cancro fatale in una condizione cronica gestibile facilmente" |  |
| 2010 | Napoleone Ferrara | Italia/ Stati Uniti                                       | "Per la scoperta della VEGF come principale mediatore dell'angiogenesi e per lo sviluppo di un'efficace terapia anti-VEGF contro la degenerazione maculare essudativa, causa principale della cecità in età anziana" |  |
| 2011 | Tu Youyou | Cina                                                      | "Per la scoperta dell'artemisina, una farmacoterapia per la malaria che ha salvato milioni di vite nel mondo, soprattutto nei paesi in via di sviluppo" |  |
| 2012 | Roy Calne, Thomas E. Starzl | Regno Unito Stati Uniti                                   | "Per i progressi conseguiti nel trapianto di fegato, che hanno permesso di condurre una vita normale a di migliaia di pazienti affetti da malattie epatiche terminali" |  |
| 2013 | Graeme M. Clark, Ingeborg Hochmair, Blake S. Wilson | Australia Austria Australia                               | "Per lo sviluppo di un moderno impianto cocleare, un dispositivo che restituisce l'udito a individui affetti da sordità" |  |